# 昂日
昂日（法語：Engis，法語發音：[ɑ̃ʒi]）是比利时瓦隆大区列日省于伊區的一个市镇，通行法语，是比利时法语社群的一部分，人口6,122人（2018年1月1日）。